# Štefan Moyses
PhDr. Štefan Moyses (also as Štefan Moyzes, tiếng Hungary: Moyzes István; ngày 24 tháng 10 năm 1797 tại Veselé (Veszele) – ngày 5 tháng 7 năm 1869 tại Žiar nad Hronom (Garamszentkereszt)), là một giám mục người Slovakia của Giáo hội Công giáo. Ông là người đồng sáng lập và chủ tịch đầu tiên của Matica slovenská.

## Cuộc đời
Štefan Moyses được thụ phong linh mục năm 1821. Ông từng là tuyên úy tại một số giáo xứ của tổng giáo phận Esztergom, sau đó làm việc tại Croatia. Vào tháng 1 năm 1830, ông trở thành giáo sư của Học viện Zagreb. Năm 1847, ông được bổ nhiệm phụ trách phần giáo luật của chương Zagreb. Ông là người ủng hộ việc tái sử dụng tiếng mẹ đẻ trong giáo dục tiểu học và trong việc phụng thờ. Năm 1850, ông được bổ nhiệm làm giám mục của Banská Bystrica (Besztercebánya). Ngày 12 tháng 12 năm 1861, Ông là trưởng phái đoàn Slovakia đến với Hoàng đế Franz Joseph I và đệ trình Bản ghi nhớ národa slovenského(Bản ghi nhớ của quốc gia Slovakia) và Prosbopis Slovákov. Ngày 3 tháng 8 năm 1863, ông trở thành chủ tịch đầu tiên của Matica slovenská. Ông được Tòa thánh kỷ niệm ngày 5 tháng 7 là ngày của Cyril và Methodius.